# 1981年歐洲歌唱大賽
1981年歐洲歌唱大賽（英語：Eurovision Song Contest 1981）為第26屆歐洲歌唱大賽。它是在強尼·羅根於1980年在荷蘭海牙舉行的比賽中以《又是怎樣的一年》 "What's Another Year"奪冠之後在愛爾蘭都柏林舉行。這是1971年之後第二次在愛爾蘭舉行比賽。比賽於1981年4月4日星期六在皇家都柏林協會舉行，由多雷安妮·布里亞恩主持。
二十個國家參加了比賽，與1978年的記錄相同。賽普勒斯今年首次亮相，而以色列和南斯拉夫則分別在缺席一年和五年後返回。摩洛哥和義大利都參加了前一年的比賽，因此決定不參加。
本屆獲勝者是英國代表野性呼喚樂團的歌曲《讓你大開眼界》 "Making Your Mind Up"，由安迪·希爾和約翰·丹特（John Danter）寫作。這是繼1967年，1969年和1976年三連勝之後，英國第四次贏得這項比賽。德國連續第二年名列第二，法國名列第三。挪威連續第三次名列倒數第一。
野性呼喚樂團的勝利開啟了該小隊在國際上取得巨大成功的職業生涯。他們在歐洲歌唱大賽舞台上的表演包括一個舞蹈套路，兩名男成員將裙子從兩名女成員身上扯下來，露出迷你裙，今天已成為比賽歷史上具有決定性意義的時刻之一。

## 比賽預覽

### 參賽歌曲

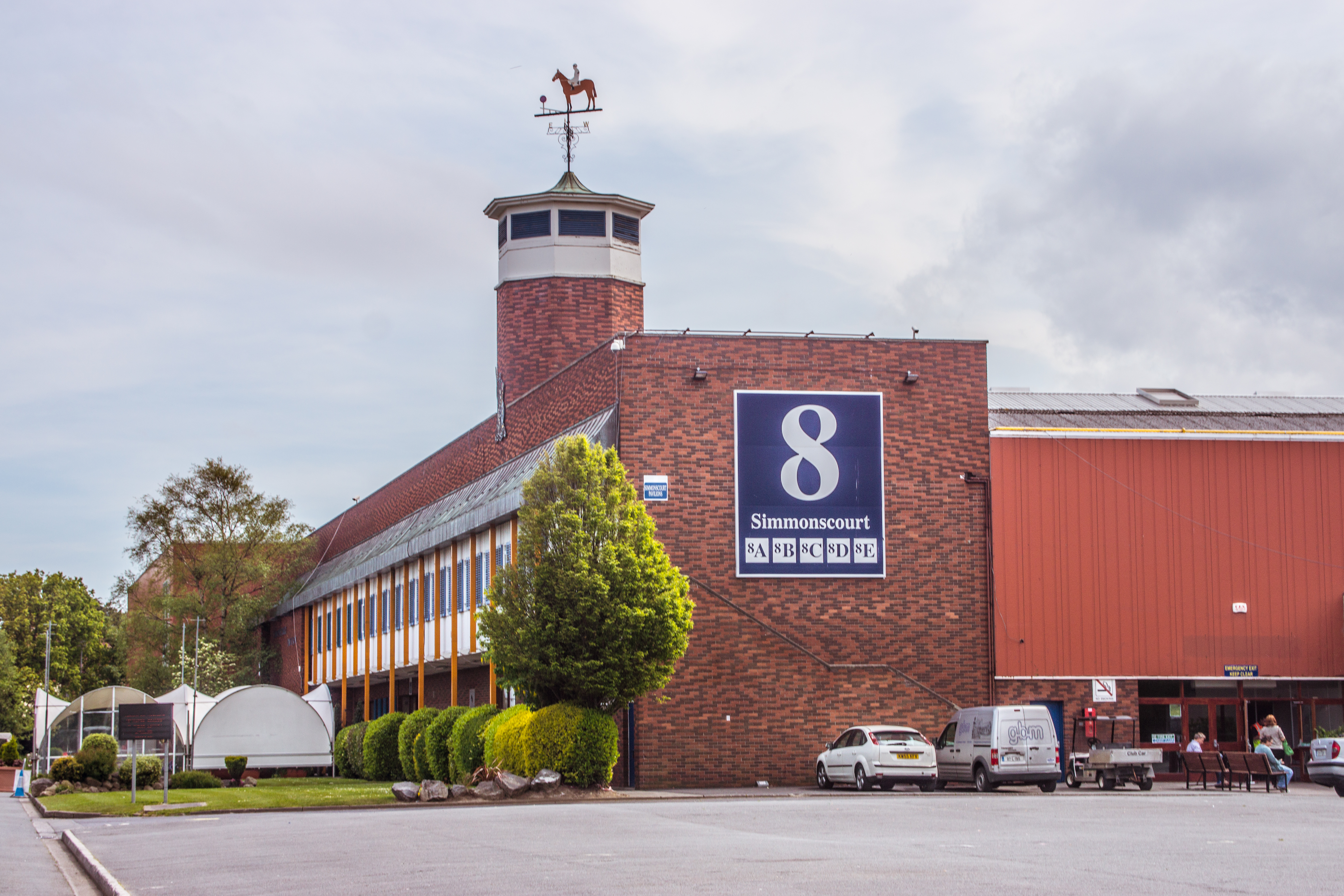
皇家都柏林協會，為1981年比賽場地

愛爾蘭廣播電視的負責人布萊恩·麥克洛克萊恩於1980年獲勝，宣布他們將在強尼·羅根獲勝後的數小時內主辦1981年的比賽。1981年的比賽在愛爾蘭首都都柏林舉行，這是該國（和城市）第二次舉辦比賽，上次是在十年前的1971年。
比賽在有1600個座位的皇家都柏林協會西蒙斯考特展廳（Simmonscourt Pavilion）進行，該廳通常用於農業和馬匹表演。這是迄今為止在競賽中規模最大的一次，寬150英尺，80英尺，高30英尺。超過250名武裝士兵和警察隨時在場，以防止任何可能的政治示威，由於愛爾蘭共和軍的威脅，英國入境者在都柏林期間一直受到監視。其中包括由於炸彈恐慌而將參與者酒店撤離到某一點。比賽當天，英國的新聞報導報導了安全措施。
參賽者排練從3月31日開始，每一次演出與樂團進行30分鐘，一直持續到比賽當天，最後以下午四點半進行排練。4月1日，愛爾蘭旅遊局在都柏林的茱莉斯飯店舉行了比賽的招待會。
這次的主持人是多雷安妮·布里亞恩，他當時在愛爾蘭以電視節目主持人和時事廣播節目《今日女性》（Women Today）而聞名。她因其流利的愛爾蘭文和英文以及學習法文和西班牙文而被選中，而她的英文說得輕鬆一些且幽默感。她還曾在愛廣電新聞辦公室擔任1971年比賽的口譯員。導演是伊恩·麥克加里（Ian McGarry），而諾埃爾·凱勒漢是愛廣電交響樂團的首席指揮，該樂團有46位音樂家。
這場演出花費了53萬英鎊，儘管其中包括來自歐廣聯盟的11萬英鎊。據此，愛爾蘭政府預計，舉辦這次展覽將從旅遊業中獲得約200萬英鎊的收入。預計全球觀眾將達到5億左右，届時將有30個國家轉播，其中包括香港、蘇聯、阿拉伯聯合大公國等國，以及首次為埃及進行轉播。皇家都柏林協會將繼續主持1988年愛爾蘭的歐洲歌唱大賽的下一屆製作。

### 參賽國選手
至1980年10月，似乎有21個國家計劃參加，這是迄今為止最多的國家，但是摩納哥宣布他們不再感興趣。今年在比賽中標誌著賽普勒斯的首演，他獲得了第六名。回到比賽的是以色列，儘管前兩年獲勝，但他沒有參加上一年的比賽。他們獲得第七名。在缺席五年後，南斯拉夫也重返比賽。由於缺乏興趣，義大利决定不參賽，而摩洛哥則在前年首次參賽後拒絕參賽。抽籤於1980年11月14日舉行，確認共有20名參賽者。
在表演者中，許多以前的參賽者今年都參加了比賽。值得一提的是，盧森堡的讓·克洛德·帕斯卡爾贏得了20年前的比賽，儘管這次他只獲得了第11名。屢次參賽的彼得，蘇和馬克繼1971年、1976年和1979年以來第四次返回。再次為瑞士代表演出，他們仍然是唯一用四種不同語言（法文，英文，德文和這次的義大利文）演唱來表演。其他重返賽場的歌手是前一年參加過奧地利的馬堤‧布林，而丹麥的湯米·澤巴赫和瑞典比約恩·斯基夫斯也重返參賽。野性呼喚樂團的成員徹麗爾·貝克曾在1978年與可可樂團合作赴英國演出，而希巴三人組成員馬克西則在1973年為愛爾蘭進行了獨奏演出。
愛爾蘭電視樂團有46人，且並沒有使用薩克斯風，因為他們不認為它是管弦樂器，這引起了英國的極大關注，因為薩克斯風出現在他們的歌曲中。單曲的製作人安迪·希爾說，他們知道，他們會放棄兩位支持歌手中的一位，由薩克斯風演奏家代替，但實際錄音中有兩位。

### 幕間式
幕間式演是傳統的愛爾蘭樂隊Planxty樂團，他表演了長篇作品《時光之舞》"Time dance"，描繪了愛爾蘭歷代的音樂。舞者來自都柏林都市芭蕾舞團，由伊恩·蒙塔古（Iain Montague）編舞。這被認為是大河之舞的前身，大河之舞在1994年演出後就聲名大噪。這首由比爾·惠蘭創作的歌曲後來以Planxty樂團單曲形式發行，並在愛爾蘭排行榜上排名第三。幕間式（以及表演程序）在比賽前一天4月3日進行了排練。
過去和現在的混合也是比賽開幕式蒙太奇的主題，其中包括凱爾特廢墟，懸崖和城堡的鏡頭，以及藝術，飛機，建築和賽馬的特寫鏡頭。這在樂團演奏的音樂風格中也很明顯。

### 投票
投票因其親密而令人難忘。法國在前四名陪審團中有三名獲得了最高分，從而獲得了領先優勢。愛爾蘭隨後在上半年開始佔據領先地位，但此後就消失了。然後，英國率先取得領先，直到他們給瑞士帶來最高分，將他們置於領先位置。從那時起，這是英國，瑞士和德國之間的一場比賽，他們已經開始贏得很多高分。共有五個國家在各個階段佔據了領先地位：英國，德國，法國，瑞士和愛爾蘭。在倒數第二次投票之前，三個國家（英國，德國和瑞士）的得分均處於同等水平。此後，瑞士（排名第二的瑞士）無法獲得積分，因為宣布的是陪審團的結果，而德國也未能獲得投票。英國獲得八分，這意味著當最後的陪審團（瑞典）即將投票時，英國需要5分以上才能贏得任何一個國家。瑞士只獲得一票就被迅速淘汰。英國獲得了5分，獲得了8票，而德國確實獲得了最高12分，但是為時已晚。法國排名第三，瑞士排名第四，東道國愛爾蘭排名第五。其中，瑞士獲得最高票數，儘管僅獲得第四名，而英國僅獲得兩票。但是，英國確實從每個競爭國家獲得積分。在四分制的勝利中，這是當前投票結構下迄今為止最接近的勝利。同時，挪威在歐洲歌唱大賽的歷史上第三次沒有得分，分別在1963年和1978年也沒有得分。
其他令人難忘的時刻包括記分板故障，使東道國愛爾蘭獲得310分，而不是盧森堡陪審團指定的10分。希臘在記分板上的得分不正確，而在最後一票中，土耳其的9分突然消失了。歐廣聯盟評審長法蘭克·納夫（Frank Naef）不得不兩次停止投票過程，因為陪審員發言人犯了錯誤，一個例子是，他不得不與奧地利陪審團在維也納交談，告訴他們，他們必須開始給他們的點，因為他們已經開始給德國5分。主持人多雷安妮隨後用法文重複了法蘭克對發言人珍妮·皮帕爾（Jenny Pippal）說的話，皮帕爾從那之後一點開始。同樣值得注意的是，當主持人試圖收集南斯拉夫的選票時，在一再試圖聯繫他們之後，南斯拉夫的女發言人海爾加·弗拉霍維·奇布爾諾比奇（之後她主持1990年的比賽）終於接了電話，突然回答「我沒有」"I don't have it" ，引起觀眾的笑聲。

### 後續
亞軍莉娜·瓦拉蒂斯在比賽後與媒體交談時精神很好，基本上不關心輸給英國。然而，瑞典歌手比約恩·斯基夫斯卻更直言不諱;「這不是一場歌曲比賽，這是一場表演——所有這些跳舞的女孩，她們都從歌曲中奪走了。我也認為應該改變規則，允許我們用英文唱歌。然後，我們將真的能夠競爭。」挪威電視台輕型娛樂業務負責人哈拉德·圖斯伯格（Harald Tusberg）對挪威的“零分”成績感到樂觀，因為他聲稱挪威的“零分”率先被人們記住，“誰記得誰名列第二或第三？人們會記住我們！”。挪威選手芬恩·卡爾維克本人坦率地承認自己過了這個星期的假期。 
在今年的比賽之後，法國沒有參加第二年的比賽，廣播公司宣布這些歌曲是“胡言亂語的里程碑”（A monument to drivel）。確實，關於獲勝樂團的表演質量已經發表了許多評論，表明這首歌最有可能是贏得風格而非實質。無論哪種方式，野性呼喚樂團在接下來的幾年中都取得了非常成功的職業生涯，並成為1980年代最暢銷的團體之一。 獲獎歌曲本身在九個國家中排名第一，並成為澳洲，紐西蘭和南非等國家的十大熱門歌曲，在全球銷量達四百萬張。
到目前為止，從未贏得比賽的德國對本年度和上一年比賽的第二名越來越感到沮喪，並為下一年做出了共同努力。 這是有回報的，因為他們在1982年終於獲得了壓倒性的第一場勝利。
英國今年的勝利意味著比賽將在第二年在英國舉行——該國第七次舉辦該賽事（創紀錄的不敗戰績，後來又擴大到1998年在英國舉辦的第八屆）。英國廣播公司選擇在比往年更晚的日期（4月24日）將其帶到北約克郡小鎮哈羅蓋特。1981年的比賽於4月4日舉行，迄今為止從未如此早。
幾十年後，與代表丹麥湯米·澤巴赫的黛比·卡梅隆在有關澤巴赫的書中透露，她與BBC員工聯繫，告訴她野性呼喚樂團的勝利是有計劃的。 據該僱員說，他目睹了BBC的技術人員在排演丹麥，以色列和西德的表演時如何破壞聲音檢查。但是，這一說法忽略了BBC沒有舉辦1981年比賽的事實。
1981年8月22日，儘管最近是第26屆，但挪威的邁森鎮（Mysen）還是舉行了電視直播的現場音樂會來慶祝比賽25週年。節目《歐洲之歌》的參賽者只有八名前獲獎者，儘管失踪的獲獎歌手之一特迪·斯霍爾滕參加了活動，但沒有演出。

## 指揮家

參賽國
過去參賽過，但本年未參賽國

每個國家的演出都會有一個負責指揮管弦樂團的指揮。
- 奥地利 – 理查德·奧地利（德语：Richard Oesterreicher）
- 土耳其 – 恩諾·圖恩（英语：Onno Tunç）
- 德国 – 沃夫岡·羅德爾伯格（德语：Wolfgang Rödelberger）
- 盧森堡 – 喬爾·羅徹（Joel Rocher）
- 以色列 – 埃爾達德·史瑞姆（希伯來語：אלדד שרים）
- 丹麦 – 艾倫·博欽斯基（英语：Allan Botschinsky）
- 南斯拉夫 – 蘭科·里特曼
（Ranko Rihtman）
- 芬兰 – 亨里克·奧托·唐納（英语：Henrik Otto Donner）
- 法國 – 大衛·斯普林菲爾德
（David Sprinfield）
- 西班牙 – 瓊·巴肯斯（Joan Barcons）
- 荷蘭 – 羅傑·范·奧特盧（英语：Rogier van Otterloo）
- 愛爾蘭 – 諾埃爾·凱勒漢（英语：Noel Kelehan）
- 挪威 – 西格德·詹森（英语：Sigurd Jansen）
- 英国 – 約翰·科爾曼（英语：John Coleman (musician)）
- 葡萄牙 – 謝貢多·加拉薩（葡萄牙語：Shegundo Galarza）
- 比利时 – 朱塞佩·馬爾凱斯（英语：Giuseppe Marchese）
- 希腊 – 耶爾戈斯·尼亞喬斯
（Yiorgos Niarchos）
- 賽普勒斯 – 米卡利斯·羅扎基斯（希臘語：Μιχάλης Ροζάκης）
- 瑞士 – 羅爾夫·扎科夫斯基（英语：Rolf Zuckowski）
- 瑞典 – 安德斯·伯格隆德（英语：Anders Berglund）

## 重返賽場的歌手
| 歌手                                     | 國家     | 參加年份                            |
| ---------------------------------------- | -------- | ----------------------------------- |
| 馬堤‧布林                                | 奥地利   | 1980年 （藍色多瑙河樂團成員一部分） |
| 湯米·澤巴赫和黛比·卡梅隆（後盾歌手）     | 丹麦     | 1979年                              |
| 馬克西（希巴三人組的成員一部份 ）        | 愛爾蘭   | 1973年                              |
| 讓·克洛德·帕斯卡爾                       | 盧森堡   | 1961年 （冠軍）                     |
| 比約恩·斯基夫斯                          | 瑞典     | 1978年                              |
| 彼得，蘇和馬克                           | 瑞士     | 1971年, 1976年, 1979年              |
| 徹麗爾·貝克 （野性呼喚樂團的成員一部份） | 英国     | 1978年 （可可樂團的成員一部份）     |
| 伊斯梅塔·德沃茲 （後盾歌手）             | 南斯拉夫 | 1976年（大使樂團的成員一部份）      |

## 結果
| 順序 | 國家     | 歌手                            | 歌曲                 | 歌曲原文名稱                     | 語言                  | 排名 | 分數 |
| ---- | -------- | ------------------------------- | -------------------- | -------------------------------- | --------------------- | ---- | ---- |
| 01   | 奥地利   | 馬堤‧布林                       | 《當你在那裡》       | "Wenn du da bist"                | 德文                  | 17   | 20   |
| 02   | 土耳其   | 現代民謠三重奏和艾塞古爾·阿爾丁 | 《摩天輪》           | "Dönme Dolap"                    | 土耳其                | 18   | 9    |
| 03   | 德国     | 莉娜·瓦拉蒂斯                   | 《憂鬱強尼》         | "Johnny Blue"                    | 德文                  | 2    | 132  |
| 04   | 盧森堡   | 讓·克洛德·帕斯卡爾              | 《可能不是在美國》   | "C'est peut-être pas l'Amérique" | 法文                  | 11   | 41   |
| 05   | 以色列   | 哈比比樂團                      | 《今晚》             | "Halayla" (הלילה)                     | 希伯來文              | 7    | 56   |
| 06   | 丹麦     | 湯米·澤巴赫和黛比·卡梅隆        | 《捲髮與否》         | "Krøller eller ej"               | 丹麥文                | 11   | 41   |
| 07   | 南斯拉夫 | 塞德·米米奇·沃伊陶              | 《萊拉》             | "Lejla" (Лејла)                       | 塞爾維亞-克羅埃西亞文 | 15   | 35   |
| 08   | 芬兰     | 芮琪·索爾薩                     | 《雷鬼，OK啦》       | "Reggae OK"                      | 芬蘭文                | 16   | 27   |
| 09   | 法國     | 讓·加比盧                       | 《合眾為一》         | "Humanahum"                      | 法文                  | 3    | 125  |
| 10   | 西班牙   | 巴切利                          | 《只有你》           | "Y sólo tú"                      | 西班牙文              | 14   | 38   |
| 11   | 荷蘭     | 琳達·威廉斯                     | 《這是一個奇蹟》     | "Het is een wonder"              | 荷蘭文                | 9    | 51   |
| 12   | 愛爾蘭   | 希巴三人組                      | 《星座運勢》         | "Horoscopes"                     | 英文                  | 5    | 105  |
| 13   | 挪威     | 芬恩·卡爾維克                   | 《我一生中從未遺憾》 | "Aldri i livet"                  | 挪威文                | 20   | 0    |
| 14   | 英国     | 野性呼喚樂團                    | 《讓你大開眼界》     | "Making Your Mind Up"            | 英文                  | 1    | 136  |
| 15   | 葡萄牙   | 卡洛斯·佩奧                     | 《重播》             | "Playback"                       | 葡萄牙文              | 18   | 9    |
| 16   | 比利时   | 埃姆利·斯塔爾                   | 《參孫》             | "Samson"                         | 荷蘭文                | 13   | 40   |
| 17   | 希腊     | 揚尼斯·迪米特拉                 | 《夏天的月亮》       | "Feggari Kalokerino" (Φεγγάρι καλοκαιρινό)          | 希臘文                | 8    | 55   |
| 18   | 賽普勒斯 | 小島合唱團                      | 《莫妮卡》           | "Monika" (Μόνικα)                      | 希臘文                | 6    | 69   |
| 19   | 瑞士     | 彼得，蘇和馬克                  | 《我沒有你》         | "Io senza te"                    | 義大利文              | 4    | 121  |
| 20   | 瑞典     | 比約恩·斯基夫斯                 | 《被困在夢中裡》     | "Fångad i en dröm"               | 瑞典文                | 10   | 50   |

## 得分
|                |          | 結果   |      |        |        |      |          |      |      |        |      |        |      |      |        |        |      |          |      |      |    |    |
| 投票國         | 奧地利   | 土耳其 | 德國 | 盧森堡 | 以色列 | 丹麥 | 南斯拉夫 | 芬蘭 | 法國 | 西班牙 | 荷蘭 | 愛爾蘭 | 挪威 | 英國 | 葡萄牙 | 比利時 | 希臘 | 賽普勒斯 | 瑞士 | 瑞典 |    |    |
| 參賽國         | 奧地利   | 20     |      | 6      |        |      |          | 1    |      |        | 5    | 6      |      |      |        |        |      |          |      |      |    | 2  |
| 參賽國         | 土耳其   | 9      |      |        |        | 1    |          |      | 3    | 5      |      |        |      |      |        |        |      |          |      |      |    |    |
| 參賽國         | 德國     | 132    | 5    | 12     |        | 3    | 8        | 8    | 2    | 7      | 8    | 12     | 3    | 6    | 4      | 7      | 12   | 10       | 5    | 8    |    | 12 |
| 參賽國         | 盧森堡   | 41     | 10   |        | 5      |      | 3        |      |      | 4      | 3    | 1      |      |      |        |        | 4    |          |      |      | 6  | 5  |
| 參賽國         | 以色列   | 56     | 8    |        |        | 4    |          |      |      | 6      |      |        | 7    | 7    | 8      | 4      | 5    |          |      |      | 4  | 3  |
| 參賽國         | 丹麥     | 41     |      | 1      | 1      | 7    |          |      |      |        | 4    | 3      | 2    |      |        | 5      | 2    | 12       |      |      |    | 4  |
| 參賽國         | 南斯拉夫 | 35     |      | 4      |        |      |          |      |      | 8      |      |        |      | 2    | 1      |        |      | 5        | 2    | 3    | 10 |    |
| 參賽國         | 芬蘭     | 27     |      |        |        |      | 2        |      |      |        | 1    | 2      | 5    | 5    |        |        | 1    |          |      |      | 5  | 6  |
| 參賽國         | 法國     | 125    | 12   |        | 12     | 12   | 7        | 2    | 4    | 10     |      |        | 6    | 4    | 5      | 1      | 10   | 3        | 8    | 7    | 12 | 10 |
| 參賽國         | 西班牙   | 38     |      | 10     |        |      | 6        |      |      |        |      |        | 4    | 3    | 10     |        | 3    |          |      |      | 2  |    |
| 參賽國         | 荷蘭     | 51     | 3    | 5      | 3      |      | 4        | 7    |      |        | 2    | 7      |      |      |        | 6      | 7    | 2        | 3    | 2    |    |    |
| 參賽國         | 愛爾蘭   | 105    | 7    | 3      | 6      | 10   | 10       | 12   | 5    |        | 6    | 5      | 10   |      |        |        |      | 1        | 10   | 12   | 1  | 7  |
| 參賽國         | 挪威     | 0      |      |        |        |      |          |      |      |        |      |        |      |      |        |        |      |          |      |      |    |    |
| 參賽國         | 英國     | 136    | 4    | 8      | 4      | 5    | 12       | 10   | 10   | 3      | 7    | 8      | 12   | 10   | 3      |        | 6    | 8        | 6    | 4    | 8  | 8  |
| 參賽國         | 葡萄牙   | 9      |      |        | 8      |      |          |      |      |        |      |        |      |      |        |        |      |          | 1    |      |    |    |
| 參賽國         | 比利時   | 40     | 1    | 7      |        |      | 1        | 6    | 8    | 2      |      |        |      |      |        | 3      |      |          | 7    | 5    |    |    |
| 參賽國         | 希臘     | 55     | 6    |        | 2      | 6    |          |      | 1    |        |      | 10     |      | 1    | 2      | 8      |      | 6        |      | 6    | 7  |    |
| 參賽國         | 賽普勒斯 | 69     |      |        |        |      | 5        | 3    | 6    |        |      |        | 8    | 8    | 7      | 10     |      | 7        | 12   |      | 3  |    |
| 參賽國         | 瑞士     | 121    | 2    | 2      | 7      | 8    |          | 4    | 12   | 12     | 10   | 4      | 1    | 12   | 12     | 12     | 8    |          | 4    | 10   |    | 1  |
| 參賽國         | 瑞典     | 50     |      |        | 10     | 2    |          | 5    | 7    | 1      | 12   |        |      |      | 6      | 2      |      | 4        |      | 1    |    |    |
| 該表按外觀排序 |          |        |      |        |        |      |          |      |      |        |      |        |      |      |        |        |      |          |      |      |    |    |

### 最高分數
以下為各國在投票中給予最高12分的參賽國列表:
| 順序 | 參賽國   | 投票國                             |
| ---- | -------- | ---------------------------------- |
| 5    | 瑞士     | 芬蘭, 愛爾蘭, 挪威, 英國, 南斯拉夫 |
| 4    | 法國     | 奧地利, 德國, 盧森堡, 瑞士         |
| 4    | 德國     | 葡萄牙, 西班牙, 瑞典, 土耳其       |
| 2    | 愛爾蘭   | 賽普勒斯, 丹麥                     |
| 2    | 英國     | 荷蘭, 以色列                       |
| 1    | 賽普勒斯 | 希臘                               |
| 1    | 丹麥     | 比利時                             |
| 1    | 瑞典     | 法國                               |

## 外部連結
- 官方网站